# Música da República Centro-Africana
A República Centro-Africana inclui muitas culturas diferentes e formas musicais. No oeste rock e música pop, assim como afrobeat, soukous e outros gêneros têm se tornado popular na escala nacional. O sanza é um instrumento popular.
O pigmeus tem uma tradição de música folclórica incrivelmente complexa. Polifonia e contraponto são componentes comuns, como é uma estrutura rítmica muito variada.
O trompete com base musical do Bandas, também ganhou alguma popularidade fora da área devido à sua jazz estrutura. O Ngbaka usa um instrumento chamado mbela não muito comum, que é feito com um galho arqueado e uma corda esticada entre as duas extremidades e segurada em frente a boca do músico. Quando a corda é esticada, a boca é usada para amplificar e modular o tom.
Instrumentos semelhantes ao mbela às vezes são considerados os mais antigos ancestrais de todos os instrumento de cordas
O Hino nacional da República Centro-Africana é "La Renaissance". Esta canção, tem sido o hino desde 1960, foi escrito por Barthélémy Boganda (letras), o primeiro Presidente da República Centro-Africana, e Herbert Pepper, que também é autor da melodia para o Hino nacional do Senegal .

## Música popular
Música popular na República Centro-Africana geralmente vem da música da República Democrática do Congo ou do resto da África; no entanto, música latina, europeia e pop americano também são comuns, como é o jazz e o rock and roll.

## Música folclórica

### Música Banda
O povo Banda tem produzido alguma música popular moderna, usando um trompete-based kind of jazzy music which UNESCO has called one of the "great musicological discoveries of our century" .
Música Banda inclui música folclórica ongo, uma espécie de trompete feito de madeira ou chifre de antílopes. Ongos são utilizados em rituais e cerimônias, incluindo ritos de iniciação de adolescentes, em conjuntos polifônicos de dezoito trombetas.

### Música pigmeu
Formalmente música pigmeu é constituída por, a maioria, apenas quatro partes, e pode ser descrita como uma, "ostinato com variações," ou similar a uma passacaglia, na medida em que é cíclico. Na verdade, é baseada na repetição de períodos de igual duração, que cada cantor divide rítmicas utilizando diferentes valores específicos para diferentes repertórios e canções.
Este interessante caso de etnomusicologia e Etnomatemática cria uma superfície detalhada e infinitas variações não só de repetir o mesmo período, mas a mesma peça de música.
Tal como em algumas orquestras de gamelão balinês[esses padrões são baseados em um super-padrão que nunca é ouvido. Os pigmeus, eles não aprendem ou pensam de sua música neste quadro teórico, mas aprendem a música desenvolvendo.
Estilos Pigmeu incluem liquindi, ou water drumming, e instrumentos como o harpa bow (ieta), ngombi (harpa zither) e limbindi (a string bow) (Abram).
Patrimônio Oral e Imaterial UNESCO 